# Cantonul Chaussin
Cantonul Chaussin este un canton din arondismentul Dole, departamentul Jura, regiunea Franche-Comté, Franța.

## Comune
- Asnans-Beauvoisin
- Balaiseaux
- Bretenières
- Chaînée-des-Coupis
- Chaussin (reședință)
- Chêne-Bernard
- Le Deschaux
- Les Essards-Taignevaux
- Les Hays
- Gatey
- Neublans-Abergement
- Pleure
- Rahon
- Saint-Baraing
- Séligney
- Tassenières
- Villers-Robert